# Biermannia bimaculata
Biermannia bimaculata là một loài thực vật có hoa trong họ Lan. Loài này được (King & Pantl.) King & Pantl. mô tả khoa học đầu tiên năm 1898.